# Catherine Ceylac
Pour les articles homonymes, voir Coignet.
Catherine Cognet, dite Catherine Ceylac, née le 20 juin 1954 à Rennes (Ille-et-Vilaine), est une speakerine, journaliste et animatrice française de radio et de télévision.
Elle a notamment présenté les émissions Télématin (de 1988 à 1989) et Thé ou café (de 1996 à 2018) sur Antenne 2 / France 2. 
Entre septembre 2020 et juin 2022, elle est l'invitée permanente dans l'émission Clique présentée par Mouloud Achour, le dimanche midi sur Canal+.

## Biographie

### Jeunesse et débuts
Catherine Cognet prend des cours de théâtre dès l'âge de 13 ans au Conservatoire de Rennes. Mauvaise élève à l'école (sauf en histoire), elle est inscrite à plusieurs « boîtes à bac » et écoles religieuses (« Je ne voudrais jamais relire mes bulletins ! ») avant de décrocher un bac de gestion. Elle se marie juste après avec un notaire, mais cette histoire ne durera que quelques mois, le temps que son fils, Jean-Philippe, naisse. 
Pendant quatre ans, elle joue dans plusieurs pièces de théâtre à Rennes puis, se voit proposer un poste de journaliste à FR3 Bretagne. Pour l'occasion, elle change son nom de famille de Cognet contre celui de Ceylac « à cause de [la pièce de théâtre] L'Apollon de Bellac de Giraudoux ». Elle débute à 22 ans au sein des matinales de France Bleu Armorique.
Décidant de tenter sa chance à Paris, elle laisse son fils à ses parents et passe des castings, rêvant toujours de devenir comédienne. Au bout d'un an de recherches infructueuses, elle est contactée pour son expérience à l'antenne. La chaîne Antenne 2 veut faire une photo de toutes les speakerines de France. Martine Chardon, une présentatrice de la chaîne, lui met le pied à l'étrier et lui propose de revenir à l'antenne pour présenter les programmes en tant que speakerine.

### Activités dans les médias
En 1980, Catherine Ceylac arrive sur la chaîne Antenne 2 où elle commence par annoncer les programmes de la chaîne et ce, jusqu'en 1987. 
Elle coprésente sur la même chaîne une émission animalière avec Allain Bougrain-Dubourg nommée Des animaux et des hommes, puis des programmes de divertissements et des variétés : elle coanime Incroyable mais vrai ! durant une saison avec Jacques Martin (dont elle garde un mauvais souvenir), puis des émissions de la sélection française pour le concours Eurovision de la chanson, en 1984 avec Jean-Pierre Foucault et en 1985 avec Patrice Laffont. Elle est ensuite la porte-parole du jury français lors du Concours Eurovision de la chanson 1988.
Dans le même temps, elle exerce à la radio, en lançant tout d'abord le magazine du matin de Radio bleue, suivi d’Aigre doux sur France Inter, une émission hebdomadaire qui devient quotidienne en 1983.
Elle obtient sa carte de presse en 1984. La même année, elle entre à la rédaction d'Antenne 2 et coanime l'émission de vie quotidienne C'est la vie. En 1988, elle anime Télématin en alternance avec Roger Zabel et assure la présentation des trois bulletins d'information de 7 h, 7 h 30 et 8 h, en duo avec Marc Autheman.
Elle participe également au Téléthon. Après avoir été catapultée du porte-avions Foch en 1989, elle est la première femme civile à monter à bord d'un Alpha Jet de la Patrouille de France. Elle traite ce sujet dans l'émission Envoyé spécial présenté par Paul Nahon et Bernard Benyamin.
De 1990 à 1991, sur Antenne 2, elle produit et présente Sucrée… salée, une émission hebdomadaire de 90 minutes le samedi matin, dont l'originalité consiste à mettre les hommes politiques « sur le grill ». De 1992 à 1995, elle présente le Journal de la nuit, sur Antenne 2  (devenue France 2), en alternance avec Philippe Lefait. En 1993, Jean-Pierre Elkabbach est nommé président de France Télévision et l'écarte du journal.
À partir du 3 février 1996, elle anime sur France 2 l’émission Thé ou Café, le samedi à partir de 9 h ou de 10 h et le dimanche de 7 h à 8 h, une émission d'interview de personnalités françaises et internationales. Elle y provoque notamment Bernard Tapie lors de sa venue pour la promotion de son CD avec Doc Gynéco en évoquant l'affaire du Crédit lyonnais. En avril 2018, France 2 annonce l'arrêt de l'émission pour la rentrée. Une pétition est lancée pour maintenir le programme à l'antenne et des personnalités en prennent sa défense[réf. nécessaire]. Le dernier numéro de Thé ou Café est diffusé le 1er décembre 2018. 
En 2013, elle participe à Toute la télé chante pour sidaction sur France 2[réf. nécessaire].
Entre le 6 septembre 2020 et juin 2022, elle est "l'invitée permanente" de l'émission Clique présentée par Mouloud Achour, chaque dimanche midi sur Canal+. Et crée sur YouTube Plan Cath', des entretiens dans lesquels des personnalités se confient sur leur parcours au sein d'un lieu qui leur est emblématique, à l'instar d'Inès de La Fressange et Claude Lelouch. 
À la rentrée 2023, elle va animer Conversation Intime diffusé dans le groupe Canal+. Une heure sur scène, et en public, avec une personnalité du monde de la culture et du spectacle.

### Théâtre
En complément de ses participations théâtrales pendant sa jeunesse à Rennes, Catherine Ceylac a joué avec les animateurs et journalistes de France Télévisions dans des pièces de théâtre et opérettes produites par Olivier Minne et retransmises sur France 2 : Trois jeunes filles nues en 2006 et Trois contes merveilleux en 2007.

### Journée internationale des femmes
Le 5 mars 2020, à l'occasion de la Journée internationale des femmes, elle participe à un défilé à Tunis organisé par l'Institut français intitulé « Over fifty… et alors ? » un défilé consacré aux femmes qui ont franchi la barre des cinquante ans.  

### Vie privée
Catherine Ceylac a été la compagne d'Allain Bougrain-Dubourg, elle est depuis 1984 la compagne du journaliste Claude Sérillon, qu'elle a rencontré cette année-là lors d'un gala de la presse. Elle a un fils, Jean-Philippe Oudot, né en 1973 d'un premier mariage.

## Publications
- Catherine Ceylac (avec Sophie Brugeille), À la vie à la mort (témoignages), Flammarion, 222 p.  (ISBN 9782081420823) [présentation en ligne].
- Catherine Ceylac, À l'amour, à la vie (témoignages), Flammarion, 2019, 224 p.  (ISBN 9782081477940) [présentation en ligne].
- Franck Ayroles, Femmes (préface de Catherine Ceylac), Éditions Patrimoines et Médias, 2007.

## Radio
- Sur Radio Bleue
- Aigre doux sur France Inter

## Émissions de télévision
- 1980-1987 : speakerine (Antenne 2)
- 1980 : Des animaux et des hommes avec Allain Bougrain-Dubourg (Antenne 2)
- 1981-1983 : Incroyable mais vrai !, coprésentation avec Jacques Martin (Antenne 2)
- 1984 : Sélection française pour le Concours Eurovision de la chanson, coprésentation avec Jean-Pierre Foucault (Antenne 2)
- 1984-1988 : C'est la vie (Antenne 2)
- 1985 : Sélection française pour le Concours Eurovision de la chanson, coprésentation avec Patrice Laffont (Antenne 2)
- 1988 : Concours Eurovision de la chanson (Antenne 2) : porte-parole du jury français
- 1988-1989 : Télématin, avec Marc Autheman (Antenne 2)
- 1990-1991 : Sucrée… salée (Antenne 2)
- 1990-1992 : Championnats du monde d'orthographe (FR3 et France 3)
- 1992-1995 : Le Journal de la nuit (Antenne 2 et France 2)
- 1993 : Dicos d'or (France 3)
- 1996-2018 : Thé ou Café (France 2) : présentatrice
- 2020-2022 : Clique (Canal+) : invitée permanente
- 2022- : Plan Cath' (You Tube)
- 2023-2025 : Conversation Intime (Canal+)

## Filmographie
- 1979 : La Belle Vie de Jean Anouilh réalisé par Lazare Iglésis : une jeune femme
- 2006 : Trois jeunes filles nues, mise en scène de Francis Perrin : Mme Ducros, la tante des trois jeunes filles
- 2007 : Trois contes merveilleux - Cendrillon : la marâtre
- 2013 : La télé commande